# Shadowmaker
Shadowmaker — восьмой студийный альбом финской метал-группы Apocalyptica. Был выпущен 17 апреля 2015 года на лейбле Eleven Seven Music. В отличие от нескольких предыдущих альбомов группы, в записи которых участвовало по несколько вокалистов, Shadowmaker был записан при участии одного Фрэнки Переса. Альбом спродюсировал лауреат «Грэмми» Ник Рэскаленикс.
Две песни с альбома были выпущены в качестве синглов. «Shadowmaker» вышел 15 декабря 2014, а спустя три дня на YouTube-канале Apocalyptica появилось видео с текстом песни. 17 февраля 2015 года вышел сингл «Cold Blood», а одноимённый клип стал доступен 27 февраля.

## Список композиций
| №                   | Название                   | Длительность |
| ------------------- | -------------------------- | ------------ |
| 1.                  | «I-III-V Seed of Chaos»    | 1:26         |
| 2.                  | «Cold Blood»               | 3:27         |
| 3.                  | «Shadowmaker»              | 7:35         |
| 4.                  | «Slow Burn»                | 4:44         |
| 5.                  | «Reign of Fear»            | 6:54         |
| 6.                  | «Hole in My Soul»          | 4:05         |
| 7.                  | «House of Chains»          | 3:28         |
| 8.                  | «Riot Lights»              | 6:40         |
| 9.                  | «Come Back Down»           | 4:24         |
| 10.                 | «Sea Song (You Waded Out)» | 4:54         |
| 11.                 | «Till Death Do Us Part»    | 7:50         |
| 12.                 | «Dead Man's Eyes»          | 9:42         |
| Общая длительность: | Общая длительность:        | 65:15        |

## Участники записи
Apocalyptica
- Пертту Кивилааксо — виолончель
- Пааво Лётьёнен — виолончель
- Микко Сирен — ударные, перкуссия
- Эйкка Топпинен — виолончель
- Фрэнки Перес[англ.] — вокал

Технический персонал
- Ник Рэскаленикс — продюсер
- Грег Фиделман[англ.] — сведение

## Позиции в чартах
| Страна             | Высшая позиция | И.    |
| ------------------ | -------------- | ----- |
| Австрия            | 31             | [ 7 ] |
| Бельгия (Валлония) | 101            | [ 7 ] |
| Бельгия (Фландрия) | 117            | [ 7 ] |
| Германия           | 13             | [ 7 ] |
| Финляндия          | 7              | [ 7 ] |
| Франция            | 76             | [ 7 ] |
| Швейцария          | 15             | [ 7 ] |